# NGC 386
NGC 386 je eliptická galaxie v souhvězdí Ryb. Její zdánlivá jasnost je 14,5m a úhlová velikost 0,4′ × 0,3′. Je vzdálená 255 milionů světelných let, průměr má 30 000 světelných let. Galaxie je součástí řetězce galaxií zařazeného v Arpově Katalogu pekuliarních galaxií jako Arp 311. Galaxii objevil 4. listopadu 1850 Bindon Blood Stoney.

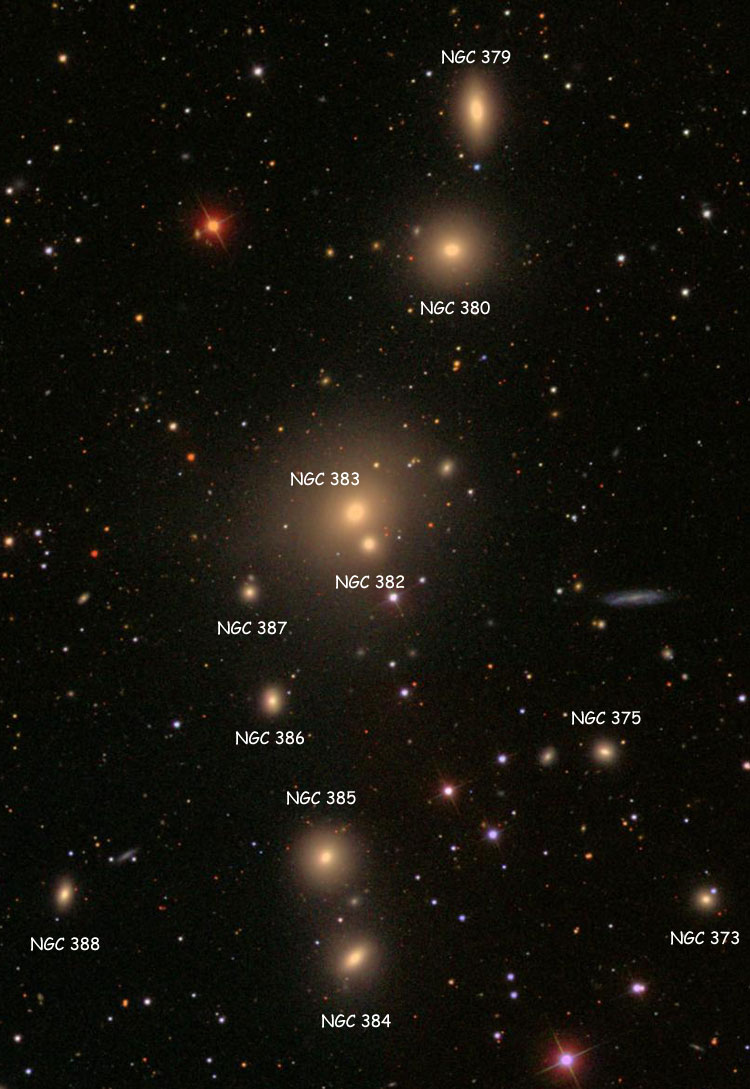
řetěz galaxií Arp 331. (SDSS)